# Кар'єрний (зупинний пункт)
Кар'є́рний — пасажирський залізничний зупинний пункт Шевченківської дирекції Одеської залізниці.
Розташований у селі Войнівка Новоукраїнський район Кіровоградської області на лінії Імені Тараса Шевченка — Помічна між станціями Капустине (11 км) та Адабаш (4 км).
Станом на січень 2020 року щодня одна пара дизель-потягів прямує за напрямком Імені Тараса Шевченка — Помічна.